# Seán Mac Eoin

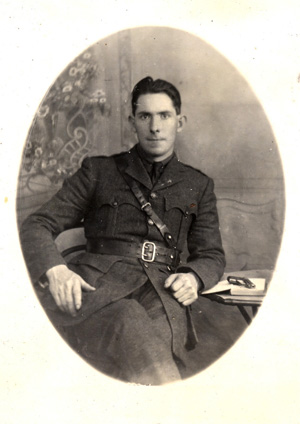
Seán Mac Eoin (1917)

Seán Mac Eoin (* 30. September 1893 in Ballinalee, County Longford; † 7. Juli 1973 in Dublin) war ein irischer Generalleutnant der Irischen Streitkräfte, Politiker der Sinn Féin, Cumann na nGaedheal sowie der Fine Gael, Minister und Präsidentschaftskandidat der Fine Gael.

## Biografie

### Abgeordneter und Aufstieg zum Generalleutnant
Mac Eoin, der von Beruf Schmied war, diente während des Irischen Unabhängigkeitskrieges von Januar 1919 bis Juli 1921 in der Irish Republican Army (IRA) im Kampf gegen die British Army. Nach der Eroberung des Bahnhofs von Mullingar wurde er im März 1921 wegen der Ermordung eines Inspektors der Royal Irish Constabulary zum Tode verurteilt. Kurz vor Vollstreckung der Todesstrafe wurde er durch eine von Michael Collins organisierte und von Paddy Daly geleitete Flucht jedoch aus dem Mountjoy Prison befreit.
Im Anschluss wurde er bei den Unterhauswahlen vom Mai 1921 als Kandidat der Sinn Féin zum Mitglied des Dáil Éireann gewählt und vertrat dort bis 1923 die Interessen des Wahlkreises Longford-Westmeath. Dabei gehörte er zuletzt innerhalb der aufgrund des Anglo-Irischen Vertrages gespaltenen Sinn Féin neben Arthur Griffith zu den Unterstützern dieses Vertrages (Pro-Treaty). Daneben trat er in die Streitkräfte des Irischen Freistaates ein und war während des Irischen Bürgerkrieges von Juni 1922 bis April 1923 zunächst Kommandeur der Midland-Division. 1923 verzichtete er auf eine erneute Kandidatur für das Unterhaus und blieb Offizier der Streitkräfte. Zuletzt stieg er zum Generalleutnant auf und wurde im Februar 1929 Chef des Generalstabes.
Nachdem er bei einer Nachwahl (By-election) am 7. Juni 1929 als Kandidat der Cumann na nGaedheal wieder zum Mitglied des Unterhauses gewählt wurde, schied er aus dem aktiven Militärdienst aus. Zunächst vertrat er die Interessen der Cumann na nGaedheal bis 1932 im Wahlkreis Leitrim-Sligo und anschließend bis 1937 den Wahlkreis Longford-Westmeath.
Nach der Verschmelzung der Cumann na nGaedheal mit der Fine Gael war er danach von 1937 bis 1948 Mitglied des Dáil Éireann für den Wahlkreis Athlone-Longford und daraufhin bis 1965 des Wahlkreises Longford-Westmeath als Vertreter der Fine Gael.

### Präsidentschaftskandidat und Minister der Fine Gael

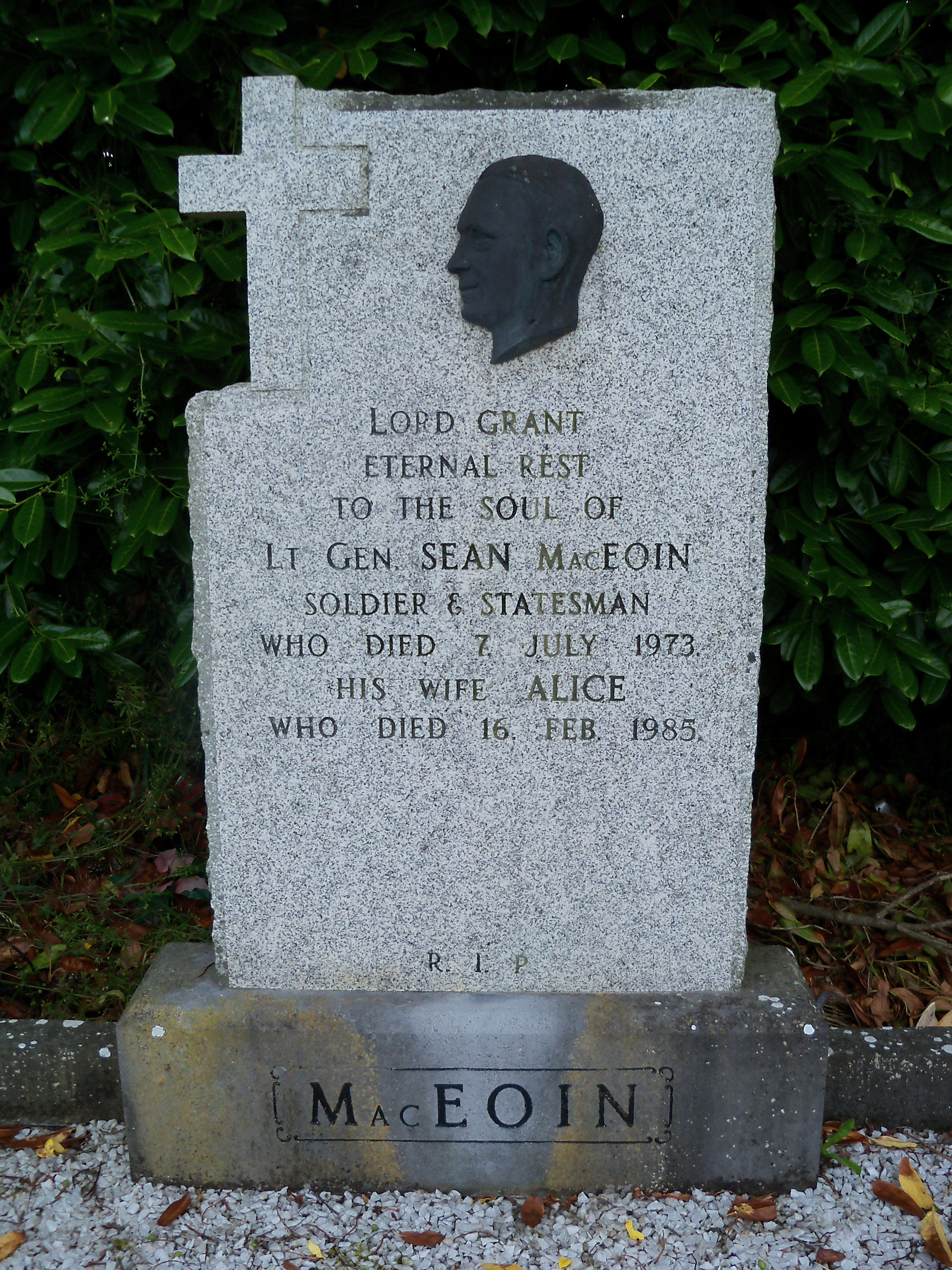
Grabstein von Mac Eoin auf dem Friedhof von Ballinalee

Bei den Präsidentschaftswahlen 1945 kandidierte Séan Mac Eoin für die Fine Gael erstmals für das Amt des Präsidenten von Irland gegen den amtierenden stellvertretenden Premierminister (Tánaiste) Seán Ó Ceallaigh sowie den unabhängigen Kandidaten Patrick MacCartan. Wie erwartet lag Ó Ceallaigh bei der Wahl mit 49,52 % im ersten Wahlgang klar vorn, während Mac Eoin 30,89 % und MacCartan 19,59 % erhielten. Im zweiten Wahlgang unterlag Mac Eoin dann deutlich mit 44,5 % zu 55,5 % der Stimmen.
Nach dem Wahlsieg der Fine Gael bei den Unterhauswahlen 1948 wurde er am 2. Februar 1948 von Premierminister (Taoiseach) John A. Costello zum Justizminister ernannt. Im Rahmen einer Kabinettsumbildung wurde er dann am 7. März 1951 Verteidigungsminister und behielt dieses Amt bis zum Ende von Costellos Amtszeit am 13. Juni 1951 nach der Wahlniederlage bei den Wahlen zum Dáil.
Am 2. Juni 1954 berief ihn Premierminister Costello erneut zum Verteidigungsminister, nachdem die Fine Gael die Unterhauswahlen erneut gewonnen hatte. Das Amt des Verteidigungsministers behielt er wiederum bis zum Ende von Costellos Amtszeit am 20. März 1957.
Bei den Präsidentschaftswahlen 1959 kandidierte Mac Eoin für die Fine Gael erneut für das Amt des Präsidenten. Diesmal unterlag er jedoch dem langjährigen Premierminister und Gründer der Fianna Fáil, Éamon de Valera, bereits im ersten Wahlgang deutlich mit 56,30 % zu 43,70 Prozent der Wählerstimmen.
Nachdem er bei den Unterhauswahlen 1965 eine Wahlniederlage erlitt, schied er aus dem Dáil Éireann aus und zog sich anschließend aus der Politik zurück.